# Distrofia simpático-reflexa
DSR (Distrofia Simpático - Reflexa ou Disturbio Simpático - Reflexo)
A pessoa com DSR sofre de crises de dor intensa e contínua sem origem da mesma, os membros podem ficar rígidos e normalmente as dores começam num membro só para depois espalhar-se pelo corpo.
A maioria dos casos está ligada a uma lesão que causa dor, o sistema nervoso não interpreta que o "ferimento" já foi curado e continua enviando sinais de dor ao local.
Há também casos de dor intensa causados por distúrbios psicológicos que acomete em sua maioria pessoas adultas.
DSR pode ser tratada com remédios usados no tratamento de epilepsia.